# Elle (film, 1979)
Pour les articles homonymes, voir 10 et Elle.
Pour plus de détails, voir Fiche technique et Distribution.
Elle (titre original : 10 (Ten)) est un film américain réalisé par Blake Edwards en 1979.

## Synopsis
Au cours de la fête de son 42e anniversaire, George Webber, compositeur hollywoodien de chansons de variétés, se sent touché par la crise de la quarantaine. Sa compagne, la chanteuse Samantha Taylor, ne parvient pas à l'aider à sortir de cette mauvaise passe, pas plus que son collègue Hugh. En voiture, il a le coup de foudre pour Jenny, mais  c'est en la voyant se diriger vers l'église de son mariage : espérant une occasion auprès de cette beauté qu'il qualifie de "11" sur l'échelle de 1 à 10, il ne recule pas devant une filature jusqu'à Mexico, lieu de leur voyage de noces. Et de fait, quand son mari est rescapé d'un accident de navigation grâce à lui, George se voit invité dans la chambre de la beauté qui le fait rêver depuis quelques mois…
Toutefois, la facilité tranquille de cette « conquête » diffère totalement du parcours crescendo qu'il imaginait. Il prend alors conscience qu'ils ne sont pas de la même génération et que cette relation ne répondra jamais à ses attentes.

## Boléro de Ravel
Le film a contribué à la popularisation du Boléro de Ravel, utilisé lors d'une scène érotique du film. Au début des années 1980, le Boléro rapportait jusqu'à un million de dollars par an aux héritiers de Ravel.

## Fiche technique
- Titre français : Elle
- Titre original : 10
- Réalisateur : Blake Edwards
- Scénario : Blake Edwards
- Musique : Henry Mancini et le Boléro de Maurice Ravel
- Directeur de la photographie : Frank Stanley
- Montage : Ralph E. Winters
- Couleur : Metrocolor
- Aspect Ratio : 2.35 : 1
- Son : Stéréo
- Pays :  États-Unis
- Langue : anglais
- Genre : Comédie romantique
- Durée : 122 minutes
- Classification : Canada : 18A / USA : R

## Distribution
- Dudley Moore (VF : Pierre Arditi) : George Webber
- Julie Andrews (VF : Martine Sarcey) : Samantha Taylor
- Bo Derek (VF : Sylvie Feit) : Jenny Hanley
- Robert Webber (VF : Jean-Claude Michel) : Hugh
- Dee Wallace (VF : Marion Game) : Mary Lewis
- Brian Dennehy (VF : Claude Bertrand) : Donald
- Rad Daly (VF : Jackie Berger) : Josh Taylor
- Max Showalter (VF : Jean Michaud) : le révérend
- Don Calfa : le voisin
- John Hancock (VF : Med Hondo) : Dr. Croce
- Walter George Alton (VF : Patrick Floersheim) : Larry
- Sam J. Jones (VF : Guy Chapellier) : David Henley
- John Hawker (VF : Sady Rebbot) : Covington
- Arthur Rosenberg (VF : Raoul Delfosse) : Le pharmacien
- William Lucking (VF : Roger Lumont) : Premier Policier